# لي ديان
لي ديان (بالصينية: 李典) هو عسكري صيني، (ولد في Juye County ‏ في الصين 180  م). ، كان جنرالًا عسكريًا يخدم تحت إمرة أمريء الحرب كاو كاو خلال أواخر عهد أسرة هان الشرقية في الصين. شارك في معركة غانغوت عام 200 م بين كاو كاو ويوان شاو. كما لعب دورًا مهمًا في الدفاع عن خفي خلال معركة شياوياو فورد في 214-215 ضد قوات سون تشوان.